# Бернтссон, Лена
Лена Карина Бернтссон (швед. Lena Carina Berntsson; род. 4 ноября 1978) — шведская легкоатлетка, специализировавшаяся в спринте на 60 метров, и тяжелоатлетка, выступавшая в весовой категории до 53 килограммов.

## Биография
Лена Карина Бернтссон родилась 4 ноября 1978 года.

## Карьера
В начале спортивной карьеры особое внимание Лена уделяла спринтерскому бегу на 60 метров. Её личный рекорд в 2000 году составлял 7,44 с, а в следующем году она улучшила его на 0,02 с. В 2002 году она получила травму колена, и за это время ее сестра Анника Бернтссон познакомила ее с тяжелой атлетикой. В 2005 году Лена перенесла серьезную операцию, после которой она не могла вернуть прежнюю физическую форму до 2007 года.
Она стала чемпионкой Швеции в 2007 году в беге на 100 м, а в 2008 году выиграла национальный чемпионат в беге на 100 метров с барьерами. В следующем году она выиграла и 100, и 200 метров на чемпионате Швеции. Она добилась аналогичных успехов в закрытых помещениях, став чемпионкой Швеции в беге на 60 метров с барьерами в 2008 году, а в следующем году защитила титул. В этот период она также представляла Швецию на товарищеском турнире против атлетов из Финляндии, на котором выиграла медали в спринте, барьерном беге и прыжках в длину.
Она приняла участие на чемпионате мира в помещении в 2008 году в Валенсии. Она вышла в полуфинал женских соревнований на 60 метров, установив личный рекорд 7,26 с. Тем не менее, она уступила Лаверн Джонс-Ферретт и не прошла квалификацию в следующий раунд. В марте 2009 года она участвовала на чемпионате Европы по легкой атлетике в помещении и показала результат, идентичным личному рекорд, заняв пятое место в финале на 60 м.
В следующем месяце она приняла участие на чемпионате Европы по тяжелой атлетике 2009 года в Бухаресте и заняла двенадцатое место в весовой категории до 53 кг. Она подняла в рывке 71 кг (установив национальный рекорд) и в толчке 85 кг.
Позже в том же году она приняла участие на командном чемпионате Европы 2009 года в беге на 100 и 200 м. В ноябре она вошла в состав сборной Швеции на чемпионат мира по тяжелой атлетике 2009 года в категории до 53 кг и заняла пятнадцатое место с рывком 70 кг и толчком 90 кг.
Её первым крупным соревнованием в 2010 году стал чемпионат мира в помещении, на котором она заняла седьмое место в беге на 60 метров, показав в полуфинале результат 7,41 с. Вскоре после этого она участвовала на чемпионате Европы по тяжелой атлетике 2010 года в Минске и закончила его с результатом 160 кг в сумме (72 кг в рывке, 88 кг в толчке).
На чемпионате мира 2011 года по тяжёлой атлетике Лена Бернтссон подняла в рывке 66 килограммов, но в толчке осталась без зачётного результата. В 2012 году она стала шестнадцатой на чемпионате Европы, подняв 153 кг в сумме, а в следующем году улучшила этот результат на 7 килограммов и заняла восьмое место. На чемпионате мира 2013 года Бернтссон не сумела зафиксировать ни одной удачной попытки в рывке, но продолжила соревнования и подняла 85 кг в толчке.